# Cephalopyrus flammiceps
Chapim-flamejante ou chapim-cabeça-de-fogo (Cephalopyrus flammiceps) é uma espécie de ave da família Remizidae. É a única espécie do género Cephalopyrus.
Pode ser encontrada nos seguintes países: Butão, China, Índia, Laos, Myanmar, Nepal, Paquistão e Tailândia.
Os seus habitats naturais são: florestas temperadas.